# MND
MND a.s. (Moravské naftové doly) je akciová společnost zabývající se těžbou ropy, těžbou a skladováním plynu, výrobou energií z obnovitelných zdrojů, prováděním vrtných prací v Evropě, prodejem energií koncovým zákazníkům a obchodováním na energetických burzách. Vznikla v roce 1958 jako československý státní podnik a postupem času se stala jednou z největších firem v České republice s tržbami přesahujícími 50 miliard Kč. Od roku 2010 je jejím jediným vlastníkem investiční skupina KKCG Karla Komárka mladšího.

## Historie

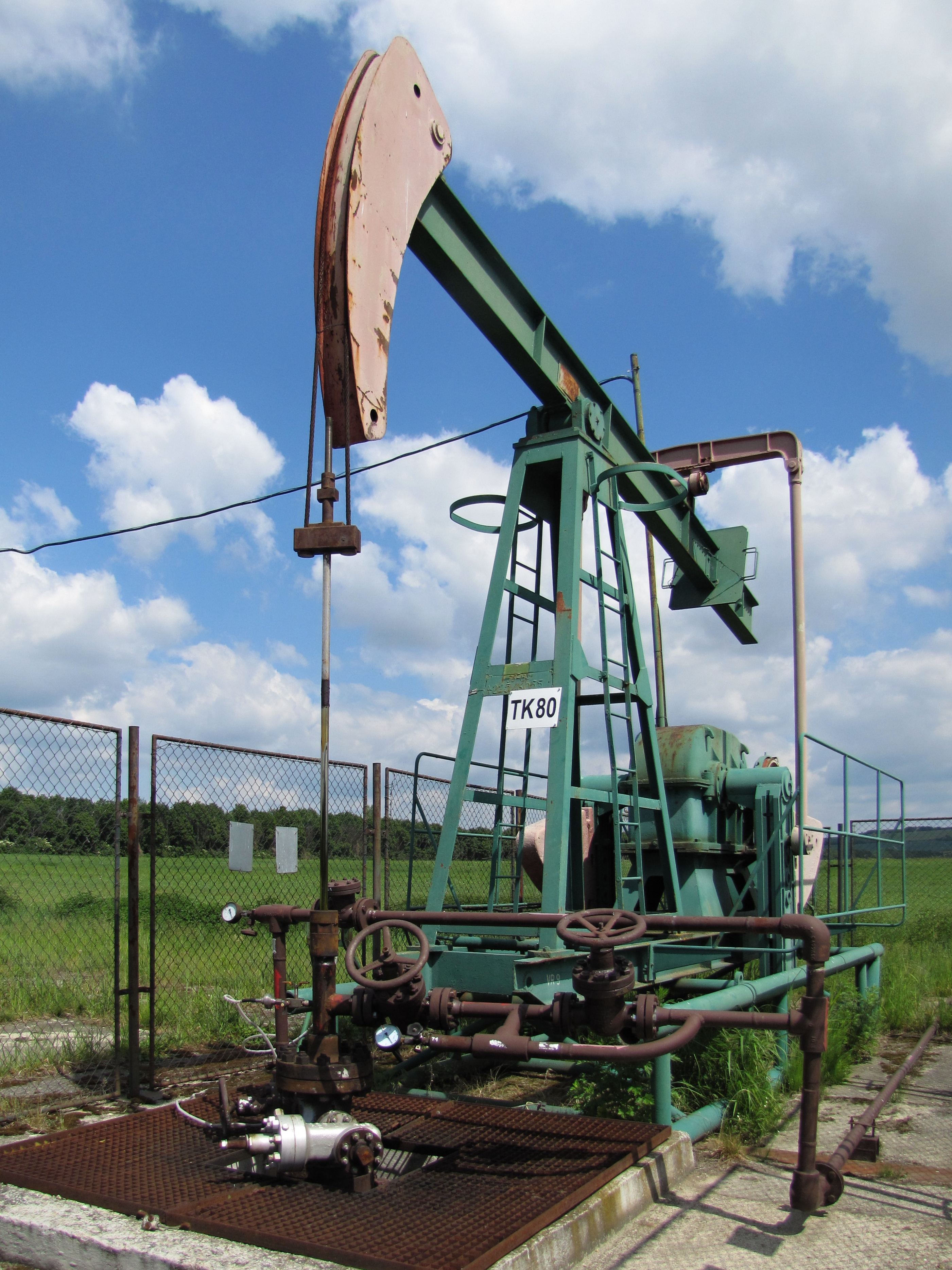
Těžba ropy ve Vracově

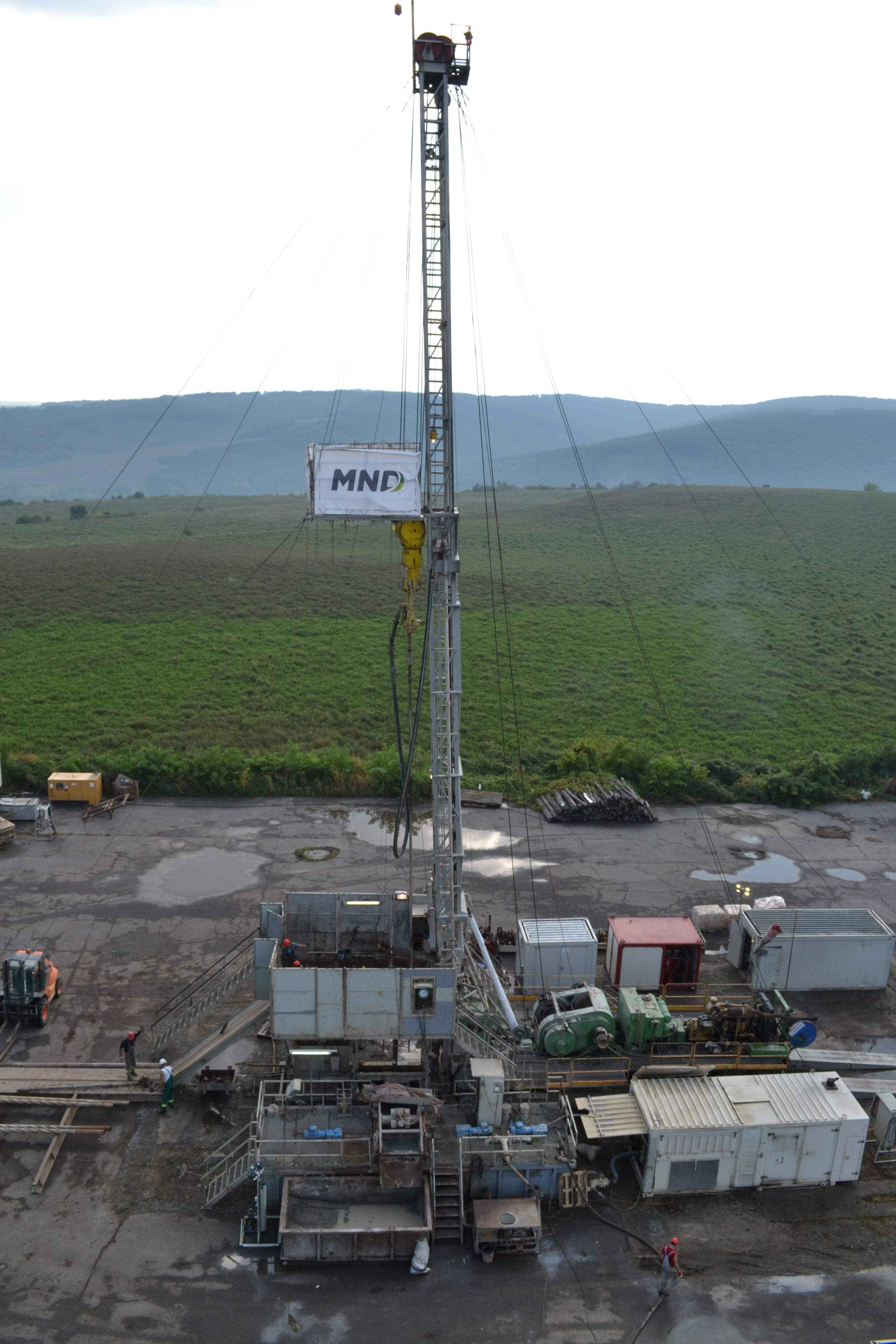
pokusný vrt pod vrchem Nedánov u Boleradic

Na počátku roku 1946 vznikla společnost Československé naftové závody. O 12 let později byly sloučeny s podobnou společností na Slovensku, nový podnik získal pojmenování Moravské naftové doly. Po společenských změnách (rok 1989) se slovenská část odtrhla a podnik změnil na akciovou společnost. V ní získaly své podíly Slovenský plynárenský priemysel, E.ON.Rhugas a společnost Karla Komárka mladšího KKCG. Poslední z nich počátkem roku 2010 zbývající podíly odkoupila a stala se 100% vlastníkem. Hodnota aktiv společnosti dosahuje 24 mld. Kč. Společnost KKCG je vlastníkem společnosti i v roce 2014.

## Působnost podnikání
Po roce 1990 společnost své aktivity rozšířila i do zahraničí (Blízký východ, severní Afrika, území bývalého Sovětského svazu). Vyhledává a těží ropu, zemní plyn, staví zásobníky plynu. Na území České republiky těží ročně 6 000 barelů ropy a plynu, v zahraničí až 250 000 000 barelů.

## Zaměstnanost
V roce 1948 v podniku pracovalo na různých pracovištích 1858 pracovníků. V roce 2005, o slovenskou část zredukovaná, společnost vykázala 618 zaměstnanců.

## Současnost
Moravské naftové doly jsou největší těžební společností ropy a zemního plynu v České republice. Zároveň nabízí druhou největší skladovací kapacitu plynu v ČR.
Společnost MND vstoupila dne 27. ledna 2014 na trh prodeje plynu pro domácnosti a maloodběr. Plyn MND nabízí pod označením Plyn z první ruky. Tento produkt vyjadřuje skutečnost, že společnost plyn přímo těží a skladuje ve vlastních zásobnících na jižní Moravě.
Od 1. května 2014 vstoupila společnost MND také na trh prodeje elektřiny. Elektřinu nabízí pod označením Proud se stejnými smluvními podmínkami jako plyn.
V letech 2017 a 2018 dosáhla společnost MND největšího počtu nových odběrných míst plynu mezi novými dodavateli. Dalo by se říci, že v té době byla nejpreferovanějším dodavatelem zemního plynu v ČR. Svým zákazníkům umožňuje například volně si nastavit hranici pro vrácení výše přeplatku. Automaticky zasílá pouze přeplatky vyšší než 500 Kč, zákazník se však na MND může obrátit a tuto hranici změnit.

### Logo
Se vstupem na retailový trh došlo i ke změně loga.

## Pracoviště
- Ústředí: MND, a.s. – Úprkova 807/6, 69501 Hodonín. Předsedou představenstva je Karel Komárek mladší.
- Pobočka v Praze: Evropská 866/71, 160 00 Praha 6 (adresa vlastníka, společnosti KKCG)[10]
- Pobočka v Hodoníně: Úprkova 807/6, 69501 Hodonín
- Pobočka v Lužičcích: Velkomoravská 900, 696 18 Lužice